# Klepschieten

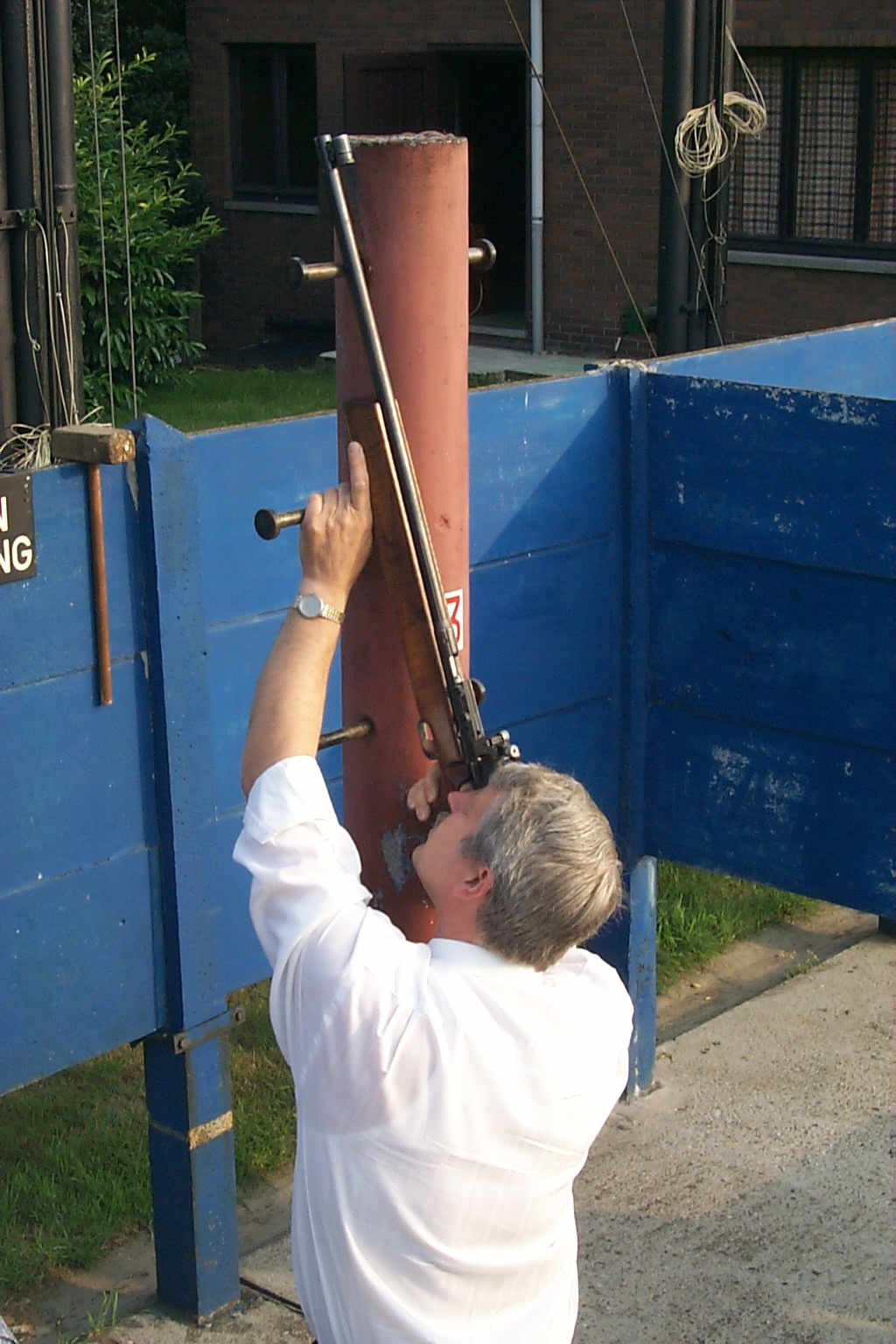
Klepschutter

Klepschieten is een traditionele Vlaamse schietsport die met name wordt beoefend in de Belgische provincie Limburg. De schutter mikt met een karabijn schuin omhoog naar een doel (klep) ter grootte van een 2 euromunt dat zich bevindt op twintig meter hoogte.

## Geschiedenis
Veel schietsporten zijn lang geleden ontstaan. Zo hebben kruisboog- en handboogschieten ook in Vlaanderen een lange traditie. Vanaf het begin van de 14de eeuw werden de eerste schuttersgilden opgericht. Met de intrede van de vuurwapens omstreeks 1500 verminderde het belang van de bogen. Naast het voorbeeld van de boogschutters richtten de geweerschutters eveneens gilden of schutterijen op. Vroeger was het doel van de schutterij het beschermen van de inwoners, tegenwoordig gaat het om vrijetijdsbesteding.
Net zoals het boogschieten is het schieten met het geweer geëvolueerd tot een traditionele sport. Het klepschieten is een variant van het buksschieten die kort na de Tweede Wereldoorlog tot ontwikkeling is gekomen. De klepschutters hebben zich in 1950 verenigd in het Limburgs Provinciaal Klepschuttersverbond, waarvan de Schuttersverstandhouding Zand- en Leemstreek deel uitmaakt.

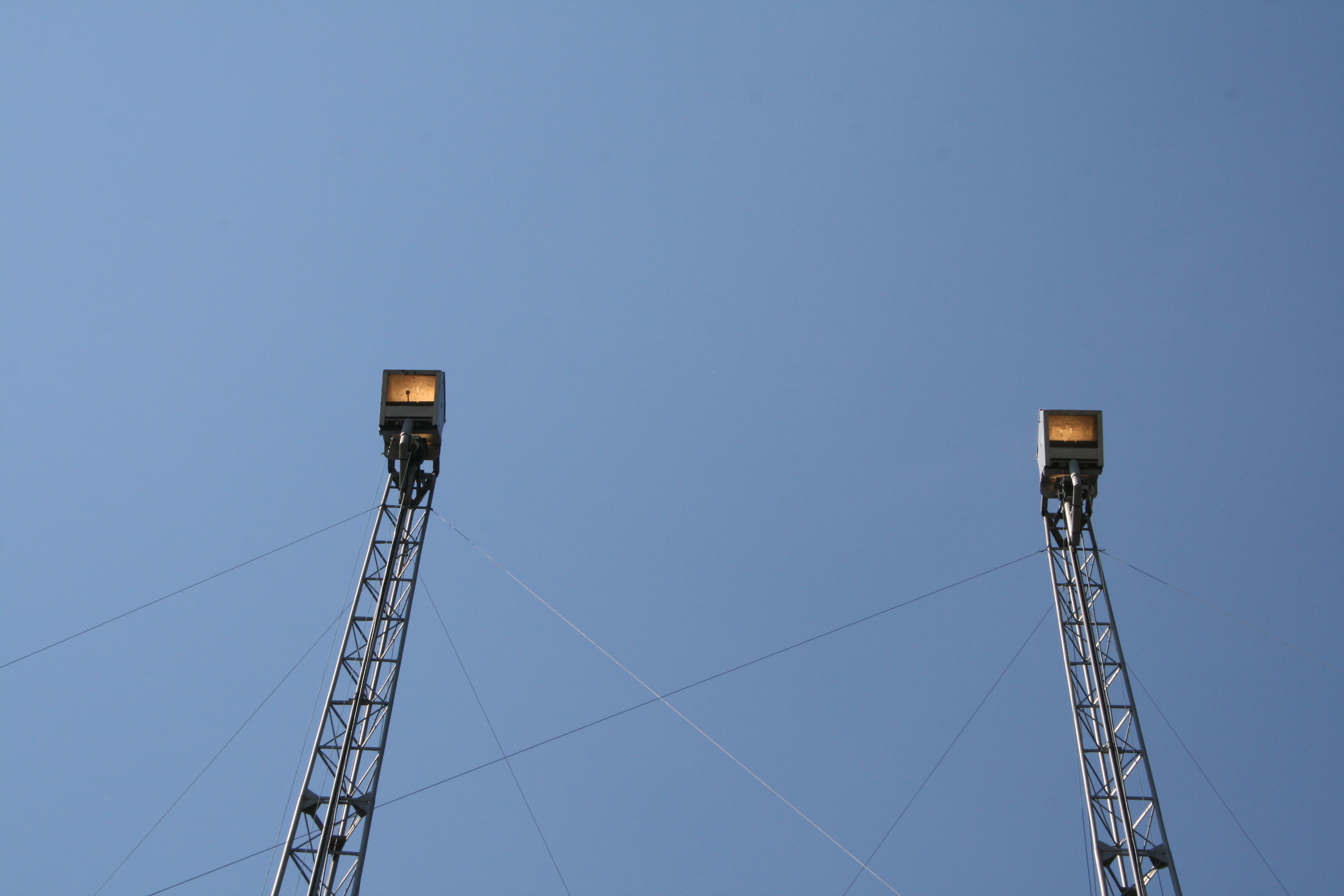
Kleppen

## Spel en materiaal
Bij het klepschieten mikken de schutters met een karabijn (kaliber zes mm) naar de klep. De schietstand bestaat uit een schietboom van twintig meter hoog en een aanlegpaal. De aanlegpaal staat op zes meter van de schietboom. Het doel is een metalen plaatje met ongeveer de vorm en grootte van een 2 euromunt. Het is bovenaan de schietboom bevestigd op een scharnier.
De schutters leggen bij het mikken hun geweer tegen de aanlegpaal, op een van de drie pinnen die als steun dienen. Als de klep goed wordt geraakt kantelt deze achterover. Met een optrekkoord wordt de klep opnieuw in de beginstand gebracht. Sinds 1955 zijn de kleppen voorzien van kogelvangers, wat veiliger is en beter voor het milieu.

## Wedstrijden
Een officiële wedstrijd vindt plaats op zondagnamiddag en wordt voorafgegaan door een oefenwedstrijd op zaterdag. Tijdens officiële wedstrijden nemen tot 50 ploegen deel. Een ploeg bestaat uit zes schutters die elk vijf kogels afschieten. Enkel wie het maximum van 30 haalt, plaatst zich voor de volgende ronde. Bij gelijke stand wordt gekaveld (schieten tot iemand mist) tot de winnaar gekend is. Klepschieten is een openluchtactiviteit, vandaar dat de competitie plaatsvindt van maart tot augustus.